# Ägyptische Fußballnationalmannschaft/Weltmeisterschaften
Der Artikel beinhaltet eine ausführliche Darstellung der ägyptischen Fußballnationalmannschaft bei Fußball-Weltmeisterschaften. Ägypten, das Rekordsieger bei Fußball-Afrikameisterschaften ist, nahm dreimal an Weltmeisterschaften teil, von denen die ersten zwei in Italien stattfanden. Die dritte fand 2018 in Russland statt. Bisher konnte Ägypten noch kein WM-Spiel gewinnen.

## Übersicht
| Jahr | Gastgeberland  | Teilnahme bis …    | Letzte(r) Gegner                 | Ergebnis | Trainer           | Bemerkungen und Besonderheiten |
| ---- | -------------- | ------------------ | -------------------------------- | -------- | ----------------- | --- |
| 1930 | Uruguay        | nicht teilgenommen |                                  |          |                   | |
| 1934 | Italien        | Achtelfinale       | Ungarn                           | 13.      | James McCrae      | |
| 1938 | Frankreich     | zurückgezogen      |                                  |          |                   | |
| 1950 | Brasilien      | nicht teilgenommen |                                  |          |                   | |
| 1954 | Schweiz        | nicht qualifiziert |                                  |          |                   | In der Qualifikation an Italien gescheitert |
| 1958 | Schweden       | zurückgezogen      |                                  |          |                   | |
| 1962 | Chile          | zurückgezogen      |                                  |          |                   | |
| 1966 | England        | zurückgezogen      |                                  |          |                   | Alle 15 afrikanischen Mannschaften zogen sich aus der Qualifikation zurück, da die FIFA den Mannschaften aus Afrika, Asien und Ozeanien nur einen Endrundenplatz zugestand.                                                                               |
| 1970 | Mexiko         | nicht teilgenommen |                                  |          |                   | |
| 1974 | BR Deutschland | nicht qualifiziert |                                  |          |                   | In der Qualifikation in der 1. Runde an Tunesien gescheitert, das sich aber ebenfalls nicht qualifizieren konnte. |
| 1978 | Argentinien    | nicht qualifiziert |                                  |          |                   | In der Qualifikation in der 4. Runde erneut an Tunesien gescheitert. |
| 1982 | Spanien        | nicht qualifiziert |                                  |          |                   | In der Qualifikation in der 3. Runde an Marokko gescheitert, das sich aber ebenfalls nicht qualifizieren konnte. |
| 1986 | Mexiko         | nicht qualifiziert |                                  |          |                   | In der Qualifikation im Halbfinale erneut an Marokko gescheitert. |
| 1990 | Italien        | Vorrunde           | Niederlande, Irland, England     | 20.      | Mahmoud El-Gohary | Nach 2 Remis gegen die Niederlande und Irland und einer Niederlage gegen England als Gruppenletzter ausgeschieden |
| 1994 | USA            | nicht qualifiziert |                                  |          |                   | In der Qualifikation in der 1. Runde an Simbabwe gescheitert, das sich aber ebenfalls nicht qualifizieren konnte. |
| 1998 | Frankreich     | nicht qualifiziert |                                  |          |                   | In der Qualifikation in der 2. Runde erneut an Tunesien gescheitert. |
| 2002 | Südkorea/Japan | nicht qualifiziert |                                  |          |                   | In der Qualifikation in der 2. Runde am Senegal gescheitert. |
| 2006 | Deutschland    | nicht qualifiziert |                                  |          |                   | In der Qualifikation in der 2. Runde an der Elfenbeinküste gescheitert. |
| 2010 | Südafrika      | nicht qualifiziert |                                  |          |                   | In der Qualifikation in der 3. Runde im Entscheidungsspiel an Algerien gescheitert. |
| 2014 | Brasilien      | nicht qualifiziert |                                  |          |                   | In der Qualifikation traf Ägypten zunächst auf Guinea, Simbabwe und Mosambik. Nach dem 1:0-Sieg in Mosambik am 16. Juni 2013 war die Mannschaft vorzeitig für die beiden Playoff-Spiele qualifiziert, in denen sie dann gegen Ghana ausschied (2:1, 1:6). |
| 2018 | Russland       | Vorrunde           | Uruguay, Russland, Saudi-Arabien | 31.      | Héctor Cúper      | Nach Niederlagen in den ersten beiden Spielen hatte die Mannschaft vor dem letzten Gruppenspiel keine Chance mehr das Achtelfinale zu erreichen |
| 2022 | Katar          | nicht qualifiziert |                                  |          |                   | In der 3. Qualifikationsrunde an Afrikameister Senegal im Elfmeterschießen gescheitert. |

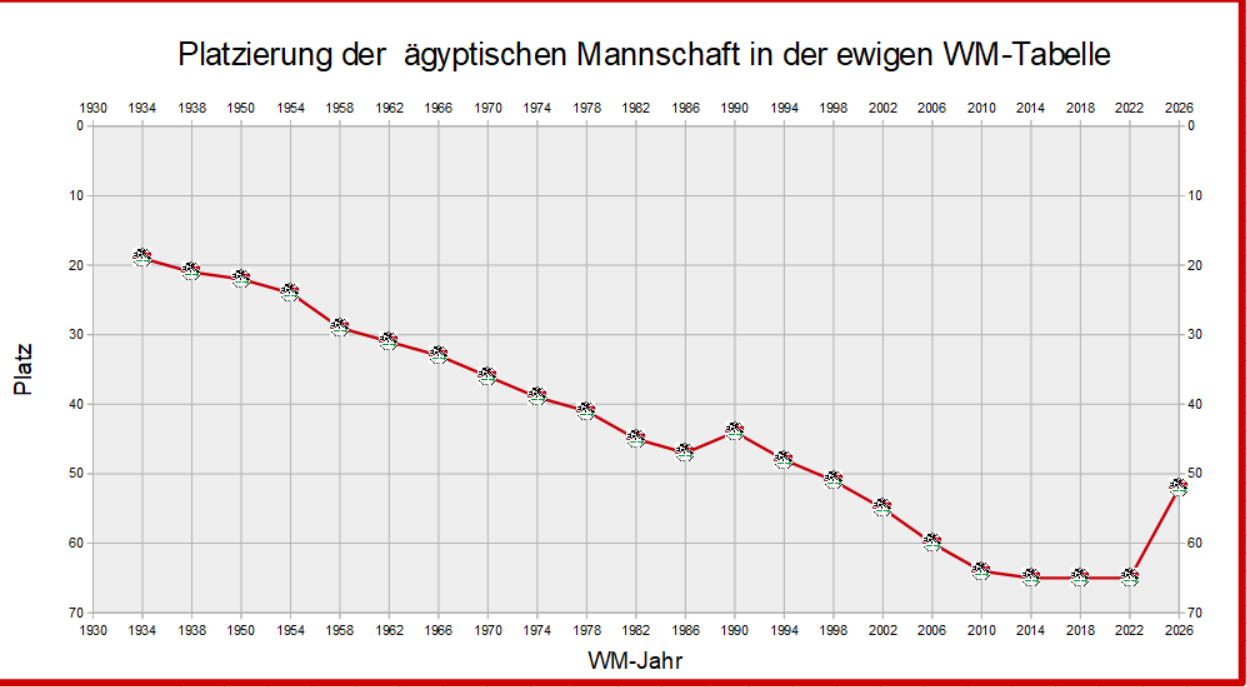
Platzierung der ägyptischen Mannschaft in der ewigen WM-Tabelle

Statistik (Angaben inkl. 2022: 22 Weltmeisterschaften; Prozentangaben sind gerundet)
- Teilnahmeverzicht: 3× (13,6 %; 1930, 1950, 1970)
- Zurückgezogen: 4× (18,2 %; 1938, 1958, 1962, 1966)
- Nicht qualifiziert: 12× (54,5 %; 1954, 1974, 1978, 1982, 1986, 1994, 1998, 2002, 2006, 2010, 2014 und 2022)
- Sportliche Qualifikation: 3× (13,6 % bzw. bei 20 % der Versuche)
  - Vorrunde: 2× (9 %; 1990)
  - Achtelfinale: 1× (4,5 %; 1934)

## WM-Turniere

### 1930 in Uruguay
Ägypten, das bereits seit 1920 Länderspiele ausgetragen hatte, an den Olympischen Spielen 1920, 1924 und 1928 teilgenommen hatte und 1924 beim 10:0 gegen Litauen den bis heute höchsten Sieg einer afrikanischen gegen eine europäische Mannschaft erzielt hatte, nahm nicht an der ersten WM teil.

### 1934 in Italien
An der ersten WM in Europa wollte Ägypten als einzige afrikanische Mannschaft teilnehmen, musste sich dafür gegen Palästina/Eretz Israel und die Türkei qualifizieren. Die Türkei zog allerdings zurück, so dass es nur die beiden Spiele in Kairo und Jerusalem gegen eine mit ausschließlich jüdischen Einwanderern besetzte Mannschaft gab. In Kairo wurde mit 7:1 gewonnen, in Israel mit 4:1. Der israelische Fußballverband zählt diese beiden Spiele als erste Spiele Israels. In Italien traf die ägyptische Mannschaft im Achtelfinale auf Ungarn und verlor mit 2:4. Beide Tore für Ägypten erzielte Abdel Rahman Fawzy. Damit verabschiedete sich Ägypten für 56 Jahre von der WM-Bühne.

### 1938 in Frankreich
Auch für die erste WM in Frankreich hatte Ägypten gemeldet und sollte in der Qualifikation gegen Rumänien antreten, zog aber zurück, so dass keine Mannschaft aus Afrika teilnahm.

### 1950 in Brasilien
Ägypten hatte zwar 1948 an den Olympischen Spielen in London teilgenommen, an der zweiten WM in Südamerika nahm man aber ebenso wie andere afrikanische Mannschaften nicht teil.

### 1954 in der Schweiz
Für die Fußball-Weltmeisterschaft 1954 musste Ägypten in der Qualifikation gegen Italien antreten und verlor beide Spiele (1:2 und 1:5).

### 1958 in Schweden
Für die Fußball-Weltmeisterschaft 1958 sollte Ägypten, das 1957 die erste Afrikameisterschaft gewonnen hatte, zunächst gegen Zypern spielen, das aber nicht antrat. In der anschließenden Finalrunde sollten Ägypten, Indonesien, Israel und der Sudan gegeneinander antreten. Aufgrund des Nahostkonfliktes weigerten sich der Sudan und Ägypten, gegen Israel anzutreten. Indonesien dagegen wollte nur auf neutralem Boden spielen, was die FIFA ablehnte. Israel wurde dann aus dem Pool der Gruppenzweiten aller anderen Gruppen (wobei Belgien und Uruguay verzichteten) mit Wales ein Gegner zugelost. Wales konnte sich in zwei Spielen gegen die Israelis durchsetzen und sich zum bis heute einzigen Mal für die Endrunde qualifizieren.

### 1962 in Chile
Für die dritte WM in Südamerika hatte Ägypten, das auch die zweite Afrikameisterschaft gewonnen hatte, als Vereinigte Arabische Republik gemeldet und sollte gegen den Sudan antreten. Beide zogen aber zurück, da die FIFA nicht gestattete, außerhalb der Monsunzeit zu spielen.

### 1966 in England
Für die WM im "Mutterland des Fußballs" sollte Ägypten in der Qualifikations-Vorrunde gegen Libyen und Nigeria antreten. Da aber den Mannschaften aus Afrika, Asien und Ozeanien nur ein Platz bei der Endrunde zugestanden wurde, zogen alle 15 afrikanischen Mannschaften zurück.

### 1970 in Mexiko
Für die erste WM in Mittelamerika stand den Afrikanern erstmals ein direkter Startplatz zu, Ägypten hatte aber nicht gemeldet. Für Afrika konnte sich Marokko qualifizieren, überstand aber die Vorrunde nicht.

### 1974 in Deutschland
In der Qualifikation für die erste WM in Deutschland traf Ägypten, das von Dettmar Cramer trainiert wurde, in der ersten Runde auf Tunesien. Nach einem 2:1 in Kairo wurde in Tunis mit 0:2 verloren, womit die Qualifikation verpasst wurde. Tunesien schied dann in der zweiten Runde gegen die Elfenbeinküste aus, die sich letztlich auch nicht qualifizieren konnte.

### 1978 in Argentinien
Für die vierte WM in Südamerika musste Ägypten in der Qualifikation zunächst gegen Äthiopien antreten und gewann beide Spiele (3:0 und 2:1). In der zweiten Runde war Kenia der Gegner und nach einem 0:0 in Nairobi wurde das Rückspiel in Kairo mit 1:0 gewonnen. In der dritten Runde war Sambia der Gegner. Nach einem 2:0 in Kairo reichte ein 0:0 in Lusaka, um die letzte Runde zu erreichen. Hier spielten Ägypten, Nigeria und Tunesien um den Endrundenplatz für Afrika. Mit einem 0:4 in Lagos gegen Nigeria begann diese Runde schlecht für Ägypten. Zwar wurden dann die beiden Heimspiele gewonnen, aber das entscheidende Spiel in Tunis mit 1:4 verloren, so dass sich Tunesien zum ersten Mal qualifizieren konnte.

### 1982 in Spanien
Für die Qualifikation zur WM auf der iberischen Halbinsel, zu der den Afrikanern erstmals zwei Plätze zugestanden wurden, sollte Ägypten zunächst gegen Ghana antreten, das aber zurückzog. Auch der nächste Gegner Libyen zog zurück. Marokko war dann in der dritten Runde der Gegner und nach einem 0:1 in Marokko reichte das torlose Remis im Rückspiel nicht um die letzte Runde zu erreichen. In dieser scheiterte dann aber auch Marokko an Kamerun, das sich damit erstmals qualifizierte.

### 1986 in Mexiko
Die Qualifikation zur zweiten WM in Mexiko führte dazu, dass Ägypten zunächst erstmals gegen Simbabwe antreten musste. In Kairo gelang ein 1:0 und beim Rückspiel in Harare reichte ein 1:1 zum Weiterkommen. Gegen Madagaskar, gegen das auch zum ersten Mal gespielt wurde, war dann ein Elfmeterschießen notwendig. Da beide ihre Heimspiele mit 1:0 gewannen, musste dieses in Antananarivo über das Weiterkommen entscheiden. Mit 4:2 konnten die Ägypter dieses für sich entscheiden. In der dritten Runde war dann Marokko stärker: nach einem torlosen Remis in Kairo gewannen die Marokkaner mit 2:0 in Casablanca. In der Finalrunde konnten sie sich dann auch gegen Libyen durchsetzen und zum zweiten Mal die Endrunde erreichen. Dort konnten sie als erste afrikanische Mannschaft die Vorrunde überstehen und schieden erst im Achtelfinale gegen Deutschland aus.

### 1990 in Italien
Für die Qualifikation zur zweiten WM in Italien musste Ägypten erst in der zweiten Runde gegen Liberia, Malawi und Kenia antreten. Als Gruppensieger mit nur einer Niederlage wurde die dritte Runde erreicht. In dieser setzte sich Ägypten nach einem 0:0 in Constantine gegen Algerien durch ein 1:0 im Rückspiel in Kairo durch und qualifizierte sich damit nach 56 Jahren wieder für die WM.
In Italien mussten die Ägypter gegen die Niederlande, Irland, das erstmals teilnahm und England antreten. Im ersten Spiel gegen die Niederlande wurde ein 1:1 erkämpft. Auch gegen Irland gelang mit dem 0:0 ein Punktgewinn. Mit einer 0:1-Niederlage gegen England schied Ägypten dann aber als Gruppenletzter aus und verabschiedete sich für 28 Jahre von der WM-Bühne.

### 1994 in den Vereinigten Staaten
Für die Qualifikation zur WM in den USA wurden die Ägypter in eine Gruppe mit Simbabwe, Angola und Togo gelost, das für die zurückgezogene Mannschaft von Sierra Leone teilnahm. Da Ägypten kein Spiel gegen Simbabwe gewinnen konnte (1:2 und 0:0), wurde am Ende nur Platz 2 belegt. Simbabwe scheiterte dann in der zweiten Runde an Kamerun.

### 1998 in Frankreich
Die Qualifikation zur zweiten WM in Frankreich verlief nicht viel besser. Die erste Runde überstand Ägypten durch ein Freilos kampflos, scheiterte dann aber in der zweiten Runde an Tunesien und konnte lediglich Liberia sowie Namibia hinter sich lassen. Entscheidend dabei war neben der 0:1-Niederlage in Liberia, dass gegen Tunesien nicht gewonnen wurde (0:1 und 0:0).

### 2002 in Japan und Südkorea
In der Qualifikation für die erste WM in Asien setzte sich Ägypten in der ersten Runde mit 2:0 und 4:2 gegen Mauritius durch, gegen das erstmals angetreten wurde. In der zweiten Runde waren dann der Senegal, Marokko, Algerien und Namibia die Gegner. Bereits in den ersten drei Spielen gegen den Senegal, Marokko und Namibia, die remis endeten, verspielte Ägypten die Qualifikation. Danach folgten zwar Siege, aber ein 0:1 in Marokko und ein abschließendes 1:1 in Algerien waren zu wenig, um die WM-Endrunde zu erreichen.

### 2006 in Deutschland
Auch für die zweite Weltmeisterschaft in Deutschland konnte sich Ägypten nicht qualifizieren. Nach einem Freilos in der ersten Runde, waren in der zweiten Runde die Elfenbeinküste, gegen die beide Spiele verloren wurden, und Kamerun stärker. Lediglich Libyen, der Sudan und Benin konnten noch auf die Plätze verwiesen werden. Für die Elfenbeinküste bedeutete dies die erste erfolgreiche Qualifikation für eine WM-Endrunde.

### 2010 in Südafrika
Die Qualifikation für die erste WM in Afrika gelang ebenfalls nicht. Ägypten, das 2008 zum sechsten Mal die Afrikameisterschaft gewonnen hatte, setzte sich zwar in der zweiten Runde gegen Malawi, die Demokratische Republik Kongo und Dschibuti durch, wobei nur das Spiel in Malawi verloren wurde, in der dritten Runde wurde dann aber das Entscheidungsspiel gegen Algerien verloren. Dieses war notwendig geworden, nachdem beide in einer Gruppe mit Sambia und Ruanda 9:4 Tore und 13 Punkte erzielt hatten und gegeneinander mit gleicher Tordifferenz gewonnen hatten. Schon nach dem letzten Qualifikationsspiel in Kairo am 14. November 2009 war es zu Verletzungen von Algeriern durch ägyptische Fans gekommen, über die aber in der ägyptischen Presse nicht oder allenfalls stark geschönt berichtet wurde. In der algerischen Presse war hingegen zunächst gar von Toten die Rede, die später aber von offizieller Regierungsseite dementiert wurden. Nach dem Entscheidungsspiel im Sudan wurden nun Ägypter von Algeriern angegriffen. Die ägyptischen Medien sprachen zeitweilig von mehreren Dutzend Toten, bis diese Berichte wiederum richtiggestellt wurden. In der Zwischenzeit kam es zu starker Erregung vor allem in der ägyptischen Bevölkerung; unter anderem meldete sich auch Gamal Mubarak zu Wort, der ägyptische Generalsekretär des politischen Komitees der regierenden Nationaldemokratischen Partei und Sohn des damaligen Staatspräsidenten Husni Mubarak.

### 2014 in Brasilien
In der Qualifikation für die zweite WM in Brasilien konnte sich Ägypten in der Gruppenphase mit sechs Siegen gegen Guinea, Mosambik und Simbabwe durchsetzen. In den anschließenden Entscheidungsspielen verlor die Mannschaft aber das Hinspiel in Ghana mit 1:6. Das 2:1 im Rückspiel in Kairo war zu wenig, um sich für die WM-Endrunde zu qualifizieren.

### 2018 in Russland
In der Qualifikation musste die Mannschaft erst in der zweiten Runde eingreifen, die im November 2015 stattfand. Gegner war der Tschad, Sieger der Erstrundenbegegnung gegen Sierra Leone. Nachdem im Tschad mit 0:1 erstmals gegen den Tschad verloren wurde, konnte drei Tage später im Borg el-ʿArab mit 4:0 gewonnen und die dritte Runde erreicht werden. In dieser setzten sich die Ägypter gegen Ghana, die Republik Kongo und Uganda durch. Die Qualifikation gelang am vorletzten Spieltag durch einen 2:1-Sieg gegen die Republik Kongo. Dabei hatte Mohamed Salah die Ägypter in der 63. Minute in Führung gebracht und nach dem Ausgleich der Kongolesen in der 88. Minute, einen Strafstoß für Ägypten in der 5. Minute der Nachspielzeit verwandelt.
Kurz vor der WM erlitt Salah bei einem Zweikampf mit Sergio Ramos im UEFA-Champions-League-Finale 2018 eine Schulterverletzung, die seine WM-Teilnahme in Frage stellte. Er wurde dennoch nominiert, aber im ersten Gruppenspiel noch geschont. Dieses verloren die Ägypter durch ein Tor eine Minute vor Ende der Spielzeit mit 0:1 gegen Uruguay. Im zweiten Spiel gegen Russland kam er dann zum Einsatz, konnte aber beim 1:3 gegen Russland nur noch eine Ergebniskorrektur durch einen verwandelten Foulelfmeter nach 0:3-Rückstand bewirken. Durch die beiden Niederlagen hatte Ägypten schon keine Chance mehr das Achtelfinale zu erreichen. Im letzten Spiel gegen Saudi-Arabien brachte er seine Mannschaft zwar in Führung, die Saudis konnten das Spiel aber noch drehen und mit 2:1 gewinnen.

### 2022 in Katar
In der Qualifikation musste die Mannschaft erst in der zweiten Runde eingreifen, die wegen der COVID-19-Pandemie mehrfach verschoben wurde. Gegner waren Angola, Sieger der Erstrundenbegegnung gegen Gambia, Gabun und Libyen. Die Ägypter gewannen bei der erst im September begonnenen Runde drei der ersten fünf Spiele und erreichten zudem zwei Remis. Da die anderen drei Mannschaften sich gegenseitig Punkte abnahmen, waren die Ägypter damit schon vor dem letzten Spiel, das sie dann gegen Gabun auch noch gewannen, für die dritte Runde qualifiziert. Die dritte Runde fand im März 2022 statt mit dem Senegal als Gegner. Dabei stand das Aufeinandertreffen der beiden Liverpool-Stürmer Mohamed Salah und Sadio Mané im Blickpunkt. Beide Mannschaften standen sich bereits im  Februar im Finale des Afrika-Cup 2022 gegenüber, bei dem beide Stürmer wie auch ihre Mitspieler ohne Torerfolg blieben, so dass es nach 120 torlosen Minuten zum Elfmeterschießen kam, in dem Mané den entscheidenden Elfmeter zum 4:2-Erfolg der Westafrikaner verwandelte. In den WM-Qualifikationsspielen blieben auch beide torlos, die beiden Partien endeten jeweils 1:0 durch Eigentore, so dass wieder das Elfmeterschießen entscheiden musste. Hier verschoss Salah als erster Ägypter und Mané war als letzter erfolgreich, so dass die Ägypter die WM verpassen.

### 2026 in Kanada, Mexiko und den USA
Für die erste WM in drei Ländern wurde die Zahl der Teilnehmer auf 48 erhöht und den afrikanischen Mannschaften vier feste Plätze mehr zugestanden, so dass sich nun neun CAF-Mitglieder direkt qualifizieren können. Eine weitere afrikanische Mannschaft, die unter den Gruppenzweiten der ersten Runde ermittelt wird, nimmt am WM-Play-off-Turnier im März 2026 teil. Die Ägypter treffen in der ersten Runde zwischen November 2023 und Oktober 2025 in Hin- und Rückspielen auf Äthiopien, Burkina Faso, Dschibuti, Guinea-Bissau und Sierra Leone. Gegen die ersten vier Gegner ist die Bilanz positiv, gegen Sierra Leone mit einem Remis und einer Niederlage negativ.

## Spieler

### Rangliste der ägyptischen WM-Spieler mit den meisten Einsätzen
01. Mohamed Abdel-Shafy, Magdi Abdelghani, Gamal Abdel-Hamid, Ahmed El-Kass, Mohamed Elneny, Ahmed Fathi, Ali Gabr, Tarek Hamed, Hossam Hassan, Ibrahim Hassan, Ahmed Hegazy, Kahraba, Marwan Mohsen, Hany Ramzy, Abdallah Said, Ahmed Shobair, Ramadan Sobhi, Trezeguet, Amr Warda, Hesham Yakan, Rabie Yassin und Ismaïl Youssef – 3 Spiele bei 1 Turnier

### Rangliste der ägyptischen WM-Spieler mit den meisten Toren
01. Abdel Rahman Fawzy und Mohamed Salah – je 2 Tore
02. Magdi Abdelghani – 1 Tor

### WM-Kapitäne
- 1934: Mahmoud Mokhtar El-Tetsh
- 1990: Gamal Abdel-Hamid (1. und 3. Spiel, jeweils ausgewechselt), Rabie Yassin (2. Spiel)
- 2018: Ahmed Fathy (1. und 2. Spiel), Essam El-Hadary (3. Spiel)

### Bei Weltmeisterschaften gesperrte Spieler
Bisher wurde kein Ägypter bei WM-Endrunden gesperrt.

### Anteil der im Ausland spielenden Spieler im WM-Kader
Bei der ersten Teilnahme setzte Ägypten nur Spieler ein, die in Ägypten spielten. 1990 standen zwei Legionäre im Kader. Nach der WM wechselten weitere Nationalspieler ins Ausland, z. B. die Zwillingsbrüder Hossam und Ibrahim Hassan nach Griechenland (PAOK Thessaloniki) und Hany Ramzy zunächst in die Schweiz (Neuchâtel Xamax) und später nach Deutschland (u. a. Werder Bremen). 2018 stellten dann „Legionäre“ die Mehrheit im ägyptischen Kader, wovon die meisten in England spielten.
| Jahr (Spiele) | Anzahl (Länder)                                                                                        | Spieler (Einsätze) |
| ------------- | --- | --- |
| 1934 (1)      | 0 | |
| 1990 (3)      | 2 (1 in Griechenland, 1 in Portugal)                                                                   | Magdy Tolba (2); Magdi Abdelghani (3) |
| 2018 (3)      | 15 (7 in England, 1 in Finnland, 1 in Griechenland, 4 in Saudi-Arabien, 1 in der Türkei, 1 in den USA) | Ahmed Elmohamady, Mohamed Elneny (3), Ali Gabr (3), Ahmed Hegazy (3), Sam Morsy (1), Mohamed Salah (2), Ramadan Sobhi (3); Abdallah Said (3); Amr Warda (3); Mohamed Abdel-Shafy (3), Essam El-Hadary (1), Kahraba (3), Shikabala, Trezeguet (3); Omar Gaber |

## Spiele
Ägypten bestritt bisher sieben WM-Spiele, davon wurde keins gewonnen, fünf verloren und zwei endeten remis.
Die Ägypter trafen zweimal auf WM-Neulinge: 1934 (als man selber Neuling war)/Ungarn und 1990/Irland. Sie spielten 2018 erstmals gegen den Gastgeber, aber bisher nicht gegen den Titelverteidiger oder späteren Turniergewinner.
| Alle WM-Spiele |               |               |          |              |   |                        |                                 |
| Nr.            | Datum         | Gegner        | Ergebnis | Anlass       |   | Austragungsort         | Bemerkung                       |
| 1.             | 27. Mai 1934  | Ungarn        | 2:4      | Achtelfinale | * | Neapel (ITA)           |                                 |
| 2.             | 12. Juni 1990 | Niederlande   | 1:1      | Gruppenspiel | * | Palermo (ITA)          |                                 |
| 3.             | 17. Juni 1990 | Irland        | 0:0      | Gruppenspiel | * | Palermo (ITA)          | Erstes Länderspiel gegen Irland |
| 4.             | 21. Juni 1990 | England       | 0:1      | Gruppenspiel | * | Cagliari (ITA)         |                                 |
| 5.             | 15. Juni 2018 | Uruguay       | 0:1      | Gruppenspiel | * | Jekaterinburg (RUS)    |                                 |
| 6.             | 19. Juni 2018 | Russland      | 1:3      | Gruppenspiel | A | Sankt Petersburg (RUS) | Erstes Spiel gegen Russland     |
| 7.             | 25. Juni 2018 | Saudi-Arabien | 1:2      | Gruppenspiel | * | Wolgograd (RUS)        |                                 |

## Besonderheiten
- Ahmed Hassan, Spieler mit den meisten Länderspielen (184) nahm nie an einer WM teil.
- Ägypten konnte sich am häufigsten (4×) als Kontinentalmeister nicht für die WM qualifizieren.
- Durch seinen Einsatz im letzten Gruppenspiel am 25. Juni 2018 wurde Torhüter Essam El-Hadary mit 45 Jahren und 161 Tagen zum ältesten WM-Spieler.[10]